# 卵巢囊腫
卵巢囊腫（英語：ovarian cyst）是卵巢中充滿液體的囊狀組織，一般不會有症狀出現，但患者偶爾會有脹氣、下腹痛或下背痛的症狀。少數情況當囊腫破裂或合併卵巢扭轉時，可能會劇烈腹痛、嘔吐，甚至幾近昏厥，但絕大多數的卵巢囊腫是無害的。
育齡女性的卵巢每個月都會產生小的囊泡，這是正常的現象，但有約8%的女性在更年期前會遇到較大、以致於會造成不適的囊泡。在停經後有16%的女性會得到卵巢囊腫，相較於停經前，停經後出現的卵巢囊腫是癌症的機會較高。

## 分類
大多數的卵巢囊腫是功能性囊腫，包括濾泡囊腫或黃體囊腫。除功能性囊腫外，出血性囊腫、巧克力囊腫（子宮內膜異位的一種形式）、漿液性上皮囊腫、黏液性上皮囊腫、皮樣囊腫（卵巢畸胎瘤的一種形式）與囊腺瘤都可能是卵巢囊腫的成因。多囊性卵巢症候群的患者的兩側卵巢都能見到許多小囊泡，而骨盆腔炎後也有可能留下囊泡，有時卵巢癌也會以囊泡來表現，但相當罕見。

## 診斷
卵巢囊腫的診斷需要進行配合超音波的骨盆內診，或視情況搭配其他檢查以獲得能幫助診斷的詳細資訊。

## 處置
大多數的卵巢囊腫只需要定期追蹤，但如果卵巢囊腫帶來疼痛，服用對乙醯氨基酚或布洛芬可能緩解症狀。若卵巢囊腫一再發生，服用含有女性荷爾蒙的避孕藥可以預防復發，但現有的證據並不支持以避孕藥來治療已經存在的囊腫。在觀察數個月後，卵巢囊腫沒有消失甚至變大或者外觀異常時，可能會選擇以手術方式切除，卵巢囊腫帶來嚴重的疼痛時也可能選擇以手術治療。